# Schloss Neuhaus (Geinberg)

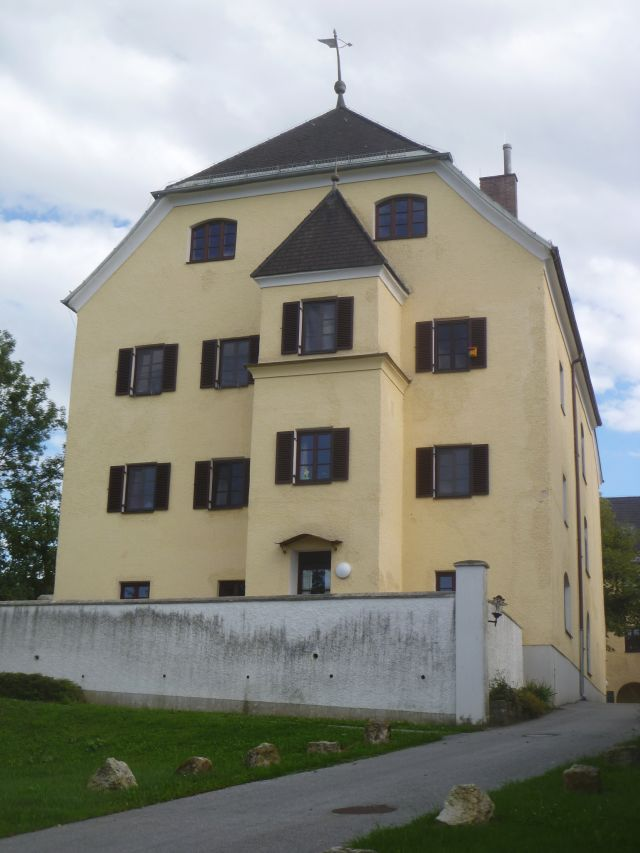
Schloss Neuhaus

Das Schloss Neuhaus steht im gleichnamigen Ortsteil der Gemeinde Geinberg im Bezirk Ried im Innkreis in Oberösterreich.

## Geschichte
In Geinberg war das passauische Ministerialengeschlecht der Geginperger (Geinberger) ansässig. Ihre Burg befand sich an der Stelle der heutigen Pfarrkirche von Geinberg. Aus diesem Geschlecht sind namentlich bekannt: Pernhart (1130), Meginhart I. und Alram, Eticho (1150), Rudolf (1189), und Chunrad I. (1200–1230). Der letzte aus dieser Familie war Chunrad II. 
1290 treten die Ahamer (Aheimer, Ahaimer) auf, ebenfalls Ministeriale des Bistums Passau, die ihren Ansitz in der Veste „Newes Haws“ hatten. Diese Burg muss zwischen 1262 und 1290 gebaut worden sein. Die Ahamer werden 1290 erstmals in einer Urkunde des Stifts Ranshofen genannt, blieben aber nicht ununterbrochen auf Neuhaus. Für einige Zeit wechselten die Besitzer. Es wurden Pfleger eingesetzt, so Alram von Rotten (1330). Ein wichtiger Vertreter der Familie der Ahamer war Georg I. († 1380), der 1359 die Pfarre Geinberg gründete. Er war 1358 Pfleger zu Ried im Innkreis und 1366–1371 Pfleger zu Burghausen. 1388 gelangte Neuhaus an den Grafen Erasmus von Aichberg, der 1392 von Christian Ramstorfer abgelöst wurde. Ein Veit von Aham war 1405 Pfleger der passauischen Veste Obernberg. 1405 folgte Friedrich der Scherenreiter, 1419 Gottfried Raty und 1428 Kaspar von Ahaim († 1450), Landrichter zu Landsberg. Ihm folgten Achaz Raumung (1434–1438) und Diepold von Ahaim († 1480), ebenfalls Pfleger zu Landsberg, nach. 1449 übergab Herzog Ludwig von Bayern Neuhaus dem Hanns und Heinrich den Eggern. Mitte des 15. Jahrhunderts waren die Ahamer im herzoglich-bayerischen Diensten.  An die Linie der Ahaimer von Wildenau kam Neuhaus 1566. Hans Adam von Ahaim starb 1579 in Wien.

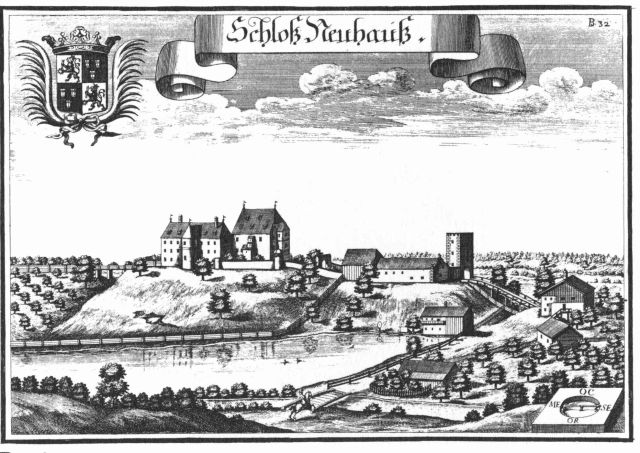
Schloss Neuhaus nach einem Kupferstich von Michael Wening von 1721

Herzog Albrecht V. von Bayern schenkte Neuhaus 1585 seinem Kämmerer Hansen von Grebmern. In dieser Zeit hat auch der Umbau der Burg zu einem Schloss stattgefunden. An die Stangelsche Familie kam Neuhaus 1588. 1644 fand eine Teilung statt, bei der Neuhaus mit Hofmark Geinberg an Johann Ignaz von Ahaim kam. 1652 wurden die Ahaimer in den Reichsfreiherrenstand erhoben. 1694 kam Neuhaus durch Kauf an Freiherrn Gemel von Fischbach. Im Bauernaufstand wurde Schloss Neuhaus 1705 erobert. 
Im Besitz der Ahamer (zusammen mit Herbstheim und dem Landgut Elreching) blieb  Neuhaus bis ins 19. Jahrhundert. Der letzte Ahamer war Josef Matthias Franz Xaver Benedikt Graf von Aham († 12. Januar 1881), Kammerherr des Königs von Bayern.
Graf Rambaldi wurde auf dem Erbweg neuer Besitzer, er verstarb aber noch vor der Testamentseröffnung. So kam der Besitz an Aloisia von Gumppenberg, verheiratet mit dem Bahnarzt Dr. Großmann in Ergoldsbach. Neuhaus wurde von zweien ihrer Töchter verwaltet. Danach kam Schloss Neuhaus durch Kauf an die Nonnen der Redemptoristinnen in Ried, Neuhaus sollte ein Frauenkloster werden. Diese Entscheidung wurde aber rückgängig gemacht. 1884 wird das Gut Neuhaus wurde von dem Bauern Radlinger aus Aspach erworben. 1889 geht der Besitz an Familie Amesreither aus Ried, danach an die Eheleute Josef und Rosa Schrefl aus Obernberg. Die Witwe Rosa Schrefl eröffnete hier eine Badeanstalt nach Pfarrer Kneipps Kaltwasser-Heilmethode. 1892 kamen erstmals protestantische Kinder aus Wien nach Neuhaus zur Erholung. Der Sohn von Rosa Schrefl nutzte die Abgeschiedenheit des Schlosses für eine Falschmünzerwerkstätte. 1906 wurde das Gut durch die Tochter der Rosa Schrefl an die Gräfin Vitzthum von Eckstaedt aus Neuhofen an der Krems verkauft. 1919 kam das Schloss an das „Kuratorium der Jubiläumsstiftung für Eisenbahnerkinder“ und wurde damit ein Kindererholungsheim. 1925 kommt als neuer Besitzer die Eisenbahnerkrankenkasse und 1930 an den Verein „Freie Schule-Kinderfreunde“ der Sozialdemokratischen Partei. 1936 wurde das Schloss wurde vom Landesjugendamt übernommen und über das Kinderferienwerk der Vaterländischen Front wurden für Kinder Erholungsaufenthalte in Neuhaus angeboten. 1938  kam Schloss Neuhaus in den Besitz der Gauleitung der NSV (Nationalsozialistische Volkswohlfahrt).
1945 kommt Schloss Neuhaus als Kinderheim zur Verwaltung der Landesregierung von Oberösterreich. Die „Kinderfreunde“ der Sozialistischen Partei Österreichs hatten für ein 20 Jahre ein Recht auf Wiedergutmachung und organisierten hier zwischen 1945 und 1956 in den Sommermonaten Erholungsaufenthalte. Auch die Einrichtung Schloss Neuhaus blieb vor dem Vorwurf des Kindesmissbrauches nicht verschont, die Fälle hatten zwischen 1948 und 1993 stattgefunden.
Zwischen 2000 und 2005 fand eine Generalsanierung des Schlosses statt. Heute sind hier sozialpädagogische Wohngruppen untergebracht. In diesen leben Kinder längerfristig (mehrere Monate bis zu mehreren Jahren, jeweils acht Kinder), die von der Jugendwohlfahrt aus verschiedensten Gründen (Überforderung, Krankheit oder Tod der Eltern, Vernachlässigung, Misshandlung, Missbrauch) untergebracht wurden.

## Schloss Neuhaus heute
Die ehemalige Burg bzw. das jetzige Schloss liegt auf einem mäßig hohen Bergkamm oberhalb eines Teichgewässers. Die auf dem Stich von Wening zu sehende Vorburg mit Turm ist verschwunden, der Hauptbau blieb nach seinem Umbau im 16. Jahrhundert aber erhalten.  Der vordere Bau ist der ehemalige Palas und als solcher durch ein abgewalmtes Dach zu erkennen. Im hinteren Teil springt ein halbrunder Turm aus der Mauerfront. Die Ringmauer ist bis auf spärliche Reste abgetragen. Auch die Einzäunung, die früher bis zu dem darunter liegenden Teich reichte, ist nicht mehr vorhanden. Das Schloss ist heute baulich (Wohn-, Spiel- und Freizeitstätten) als Kinderheim adaptiert.

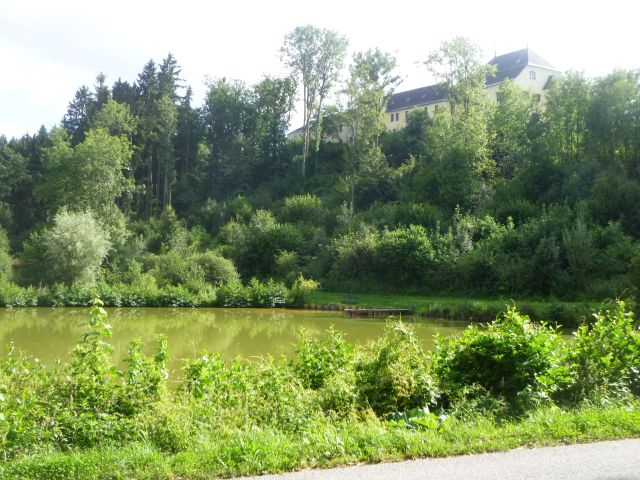
Ansicht von Norden
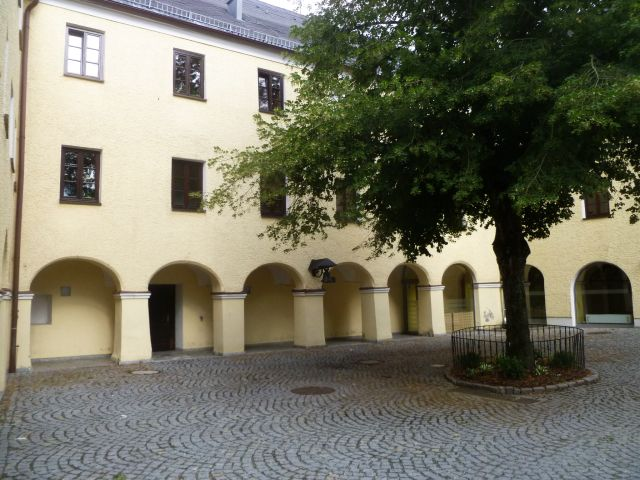
Innenhof von Schloss Neuhaus
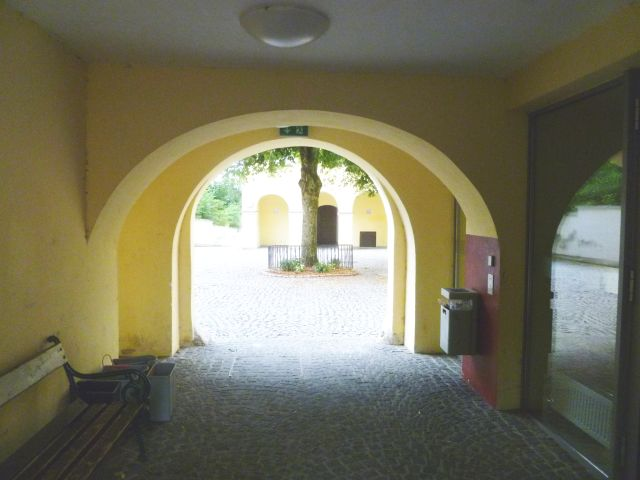
Durchgang zum Innenhof von Schloss Neuhaus
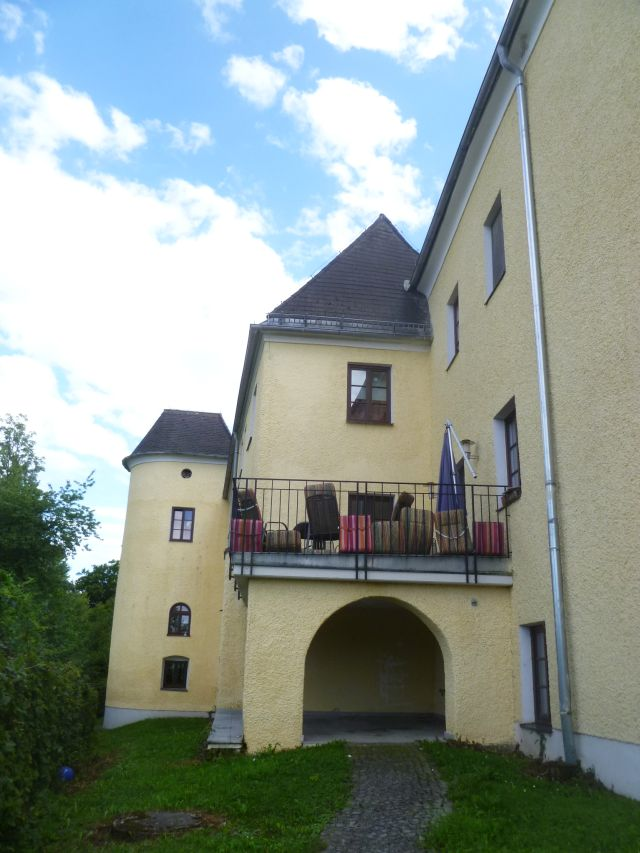
Seitentrakt mit Turm von Schloss Neuhaus